# Паю де Мортанж, Шарль Фердинанд (старший)
Шарль Фердинанд Паю де Мортанж (фр. Charles Ferdinand Pahud de Mortanges; 18 апреля 1803, Амстердам — 31 августа 1873, Гаага) — нидерландский государственный деятель. Дед Шарля Фердинанда Паю де Мортанжа (младшего) — выдающегося нидерландского спортсмена.
По отцовской линии Паю де Мортанж имел швейцарские корни, чем и объясняются его французские имя и фамилия: его отец Абрахам Даниэль Фердинанд Паю (1767—1830) родился в Лозанне, а работал в нидерландской Ост-Индии (теперешней Индонезии), возглавляя сначала школу в Батавии, а затем сиротский приют в Семаранге. Там же в Ост-Индии с 11-летнего возраста жил и Шарль Фердинанд Паю, занимая различные должности на государственной службе, пока в 1849 г. не был вызван в метрополию на должность секретаря министерства колоний, а 1 ноября того же года был назначен министром колоний. Затем в 1856—1861 гг. Паю был генерал-губернатором Голландской Индии; его управление ознаменовалось отменой рабства в 1860 году.